# Хатчинсон, Грегори Оуэн
Грегори Оуэн Хатчинсон (Gregory Owen Hutchinson; род. 5 декабря 1957, Хакни, Лондон) — британский филолог-классик и антиковед. Доктор философии, оксфордский Regius Professor of Greek (Oxford) с 2015 года.

## Биография
Учился в Школе Лондонского Сити, затем окончил Баллиол-колледж; после чего преподавал в Крайст-черч. В Оксфорде же получил докторскую степень по классике. С 1984 года фелло и тьютор классики Эксетерского колледжа (Exeter College, Oxford), с 1988 года являлся его саб-ректором. С 1998 года также профессор классической филологии Оксфорда, с 2015 года Regius Professor of Greek (Oxford), вместе с чем вернулся в Крайст-черч. Является фелло-эмеритом классической филологии Эксетерского колледжа. Старший член-основатель Oxford Latinitas Project.
Работы
- Aeschylus, Septem contra Thebas, 1984, published as Seven Against Thebes, 1994
- Hellenistic Poetry, 1988
- Latin Literature from Seneca to Juvenal: A Critical Study, 1993
- Cicero’s Correspondence: A Literary Study, 1998
- Greek Lyric Poetry: A Commentary on Selected Larger Pieces, 2001
- Plutarch’s Rhythmic Prose (Oxford University Press, 2018)

В 2020 году у Грегори Хатчинсона вышла новая книга «Motion in Classical Literature: Homer, Parmenides, Sophocles, Ovid, Seneca, Tacitus, Art» (Oxford University Press).